# Dewey Tomko
Duane 'Dewey' Tomko (Glassport (Pennsylvania), 31 december 1946) is een professionele pokerspeler uit de Verenigde Staten. Hij eindigde twee keer op de tweede plek in het Main Event van de World Series of Poker (WSOP). Op de WSOP 1982 verloor hij van Jack Straus en op de WSOP 2001 van Carlos Mortensen. Tomko won daadwerkelijk het $1.000 No Limit Hold'em-toernooi van de World Series of Poker 1979 en zowel het $5.000 Pot Limit Omaha- als het $10.000 Deuce to Seven Draw-toernooi van de World Series of Poker 1984.
Tomko werd in 2008 opgenomen in de Poker Hall of Fame. Hij won tot en met juli 2011 meer in $4.900.000,- met pokertoernooien, cashgames niet meegerekend.

## World Series of Poker
Het $1.000 No Limit Hold'em-toernooi van de World Series of Poker (WSOP) 1979 was het eerste WSOP-toernooi waarop Tomko zich in het prijzengeld speelde door het ook direct op zijn naam te schrijven. Het was het begin van een reeks die op de World Series of Poker 2010 belandde bij zijn 45e WSOP-prijs. Daarin speelde Tomko zich in een select groepje spelers met meerdere WSOP-titels achter hun naam.
Tomko was er meermaals dicht bij om dat aantal te vergroten. Zo eindigde hij als tweede in de Main Events van 1982 en 2001 en ook in het $5.000 Limit 7 Card Stud-toernooi van de World Series of Poker 1983 (achter Stu Ungar) en het $5.000 No Limit Deuce to Seven Draw-toernooi van de World Series of Poker 1991 (achter John Spadavecchia). Daarnaast werd hij op de World Series of Poker 2005 voor de derde keer derde.

## World Poker Tour
Het $500 No Limit Hold'em-toernooi van de Costa Rica Classic was in oktober 2002 het eerste toernooi van de World Poker Tour (WPT) waarin Tomko zich in het prijzengeld speelde. Zijn vierde plaats was destijds goed voor $14.650,- aan prijzengeld. De World Poker Classic 2003 was het eerste toernooi van de World Poker Tour waarin Tomko zich naar een finaletafel speelde. Paul Phillips veroordeelde hem daarin tot de tweede plaats (en $552.853,- aan prijzengeld).

## Trivia
- Tomko is te zien in seizoen vijf van het televisieprogramma Poker After Dark.

## World Series of Poker-titels
| Jaar                       | Toernooi                    | Prijs      |
| -------------------------- | --------------------------- | ---------- |
| World Series of Poker 1979 | $1.000 No Limit Hold'em     | $48.000,-  |
| World Series of Poker 1984 | $5.000 Pot Limit Omaha      | $135.000,- |
| World Series of Poker 1984 | $10.000 Deuce to Seven Draw | $105.000,- |